# 裕廊西
裕廊西（英語：Jurong West），是新加坡西區的一個規劃區，原為一片森林，於20世紀中葉建有多個磚廠、棕櫚種植場和苗圃，首個公寓式屋苑於1963年落成，至1980年代獲建屋發展局大力發展，現已成為成為一個非常成熟的住宅區。裕廊西的北邊為登加，東接裕廊東，南方是文禮和先驅，西面為西部集水區。

## 外部連結
- Chua Chu Kang Town Council （页面存档备份，存于）
- Jurong-Clementi Town Council （页面存档备份，存于）
- West Coast Town Council （页面存档备份，存于）
- South West Community Development Council （页面存档备份，存于）